# Улиткоеды
Улиткоеды (лат. Sibon) — род змей из семейства ужеобразных. Описан австрийским зоологом Леопольдом Фитцингером в 1826 году. Встречаются на севере Южной Америки, в Центральной Америке и в Мексике. Отличаются от других змей тем, что у них только трахейное лёгкое принимает участие в газообмене, а настоящее лёгкое выполняет функцию воздушного мешка.

## Виды
Род включает 17 видов:
- Атлантический улиткоед (Sibon annulatus)
- Гондурасский улиткоед (Sibon anthracops)
- Коста-риканский улиткоед (Sibon argus)
- Сальвадорский улиткоед (Sibon carri)
- Мексиканский улиткоед (Sibon dimidiatus)
- Эквадорский улиткоед (Sibon dunni)
- Sibon lamari
- Sibon linearis
- Панамский улиткоед (Sibon longifrenis)
- Sibon manzanaresi
- Sibon merendonensis
- Sibon miskitus
- Дымчатый улиткоед (Sibon nebulata)
- Sibon noalamina
- Sibon perissostichon
- Юкатанский улиткоед (Sibon sanniolus)
- Sibon irmelindicaprioae[4][5]